# Parateneriffia bipectinata
Parateneriffia bipectinata  (лат.) — вид хищных тромбидиформных клещей семейства Teneriffiidae из подотряда Prostigmata. Южная Америка: Парагвай.

## Описание
Микроскопического размера клещи (размеры менее 1 мм). Число коксальных щетинок на тазиках чётырёх парах ног следующее (начиная с первой и по чётвёртую пары): 3-3-7-4. Гребни развиты только на коготках лапок первой и второй пар ног (на третьей и четвёртой парах ног они полностью отсутствуют). Дорзальный диск гладкий. Хищники.
Вид Parateneriffia bipectinata был впервые описан в 1911 году зоологом С. Тором (Thor, S.; 1911) в качестве типового вида рода Parateneriffia Thor, 1911.